# Мањани (Мантова)
Мањани је насеље у Италији у округу Мантова, региону Ломбардија.
Према процени из 2011. у насељу је живело 36 становника. Насеље се налази на надморској висини од 91 м.